# Ronde van Frankrijk 2006/Dertiende etappe
De dertiende etappe van de Ronde van Frankrijk 2006 werd verreden op 15 juli 2006 tussen Béziers en Montélimar over 231 km.

## Verloop
Na een aantal kilometer ontsnappen 5 renners; Jens Voigt, Óscar Pereiro, Andrij Grivko, Sylvain Chavanel en Manuel Quinziato. Het peloton vond het te heet om hard te rijden en liet daarom de koplopers gaan en na een tijd was het al bekend dat uit die vijf de winnaar zou komen. Op de op een na laatste col valt Grivko aan maar die wordt gepareerd door Quinziato en de rest volgt. Grivko is dan gezien en zijn er nog maar 4 over. Daarna zijn er nog een aantal aanvallen maar als Pereiro Sio gaat kan alleen Voigt reageren. Voigt trekt de sprint zelf aan en Pereiro Sio kon er niet voorbij komen. De andere twee komen aan op 40 seconden en Grivko op meer dan 6 minuten. Het peloton komt pas 29 minuten en 57 seconden later aan en daardoor neemt Pereiro Sio de gele trui over van Floyd Landis.

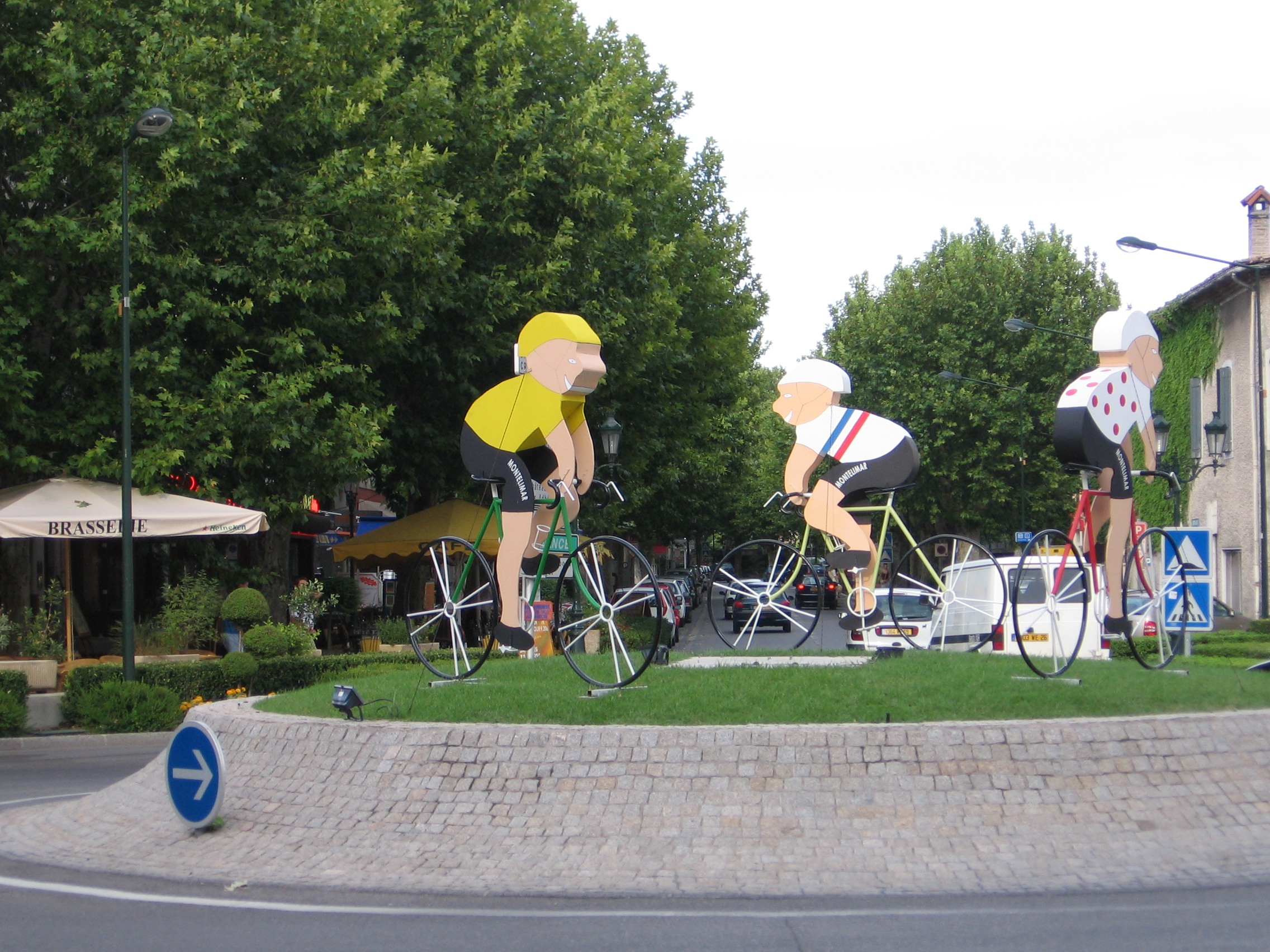
Rotonde in Montélimar

Proloog ·
1e etappe ·
2e etappe ·
3e etappe ·
4e etappe ·
5e etappe ·
6e etappe ·
7e etappe ·
8e etappe ·
9e etappe ·
10e etappe ·
11e etappe ·
12e etappe ·
13e etappe ·
14e etappe ·
15e etappe ·
16e etappe ·
17e etappe ·
18e etappe ·
19e etappe ·
20e etappe
Startlijst · Eindstanden · Afbeeldingen